# Josef Michael Lamm
Josef Michael Lamm (hebräisch יוסף-מיכאל לַם; geboren 1. Dezember 1899 in Wiktorowka, Galizien, Österreich-Ungarn; gestorben 25. Mai 1976 in Tel Aviv-Jaffa) war ein österreichisch-israelischer Politiker, Verbandsfunktionär und Jurist.

## Leben
Josef Lamm war ein Sohn des jüdischen Bauern Simon Lamm und der Sarah Nagler, er hatte einen älteren Bruder, der ebenfalls Jurist wurde. Lamm studierte Ökonomie an der Hochschule für Welthandel mit einem Diplom-Abschluss und Jura an der Universität Wien und wurde 1921 promoviert. Als Student organisierte er sich gewerkschaftlich, trat 1918 Poale Zion bei und war Mitgründer des Jüdischen Studentenausschusses Judea. Er arbeitete von 1921 bis 1924 als Bankangestellter und eröffnete dann eine Rechtsanwaltspraxis in Wien. 1928 heiratete er Emma Spielberg. 1934 verlegte er seine Anwaltspraxis nach Wolkersdorf im Weinviertel.
Nach dem Anschluss Österreichs ereilte ihn das Berufsverbot für jüdische Rechtsanwälte. Im November 1938 wurde er im KZ Dachau inhaftiert. Nach seiner Freilassung gelang ihm im Januar 1939 gemeinsam mit seiner Frau die Ausreise nach Palästina.
In Palästina konnte Lamm als Jurist sich rasch etablieren und erhielt  die Mitgliedschaft in der Anwaltskammer. Er war 1942 Mitgründer der „Alijah Chadaschah“ („Neue Einwanderung“) und engagierte sich in der Gewerkschaftsorganisation Histadrut. Er arbeitete ab 1942 als Staatsanwalt und Rechtsberater im Preiskontrollamt des britisch verwalteten Mandatsgebiets und wurde 1948 im neu gegründeten Staat Israel zum Richter ernannt. 1965 bis 1969 war er Präsident des Bezirksgerichts Tel Aviv-Jaffa. Von 1948 bis 1951 war Lamm Abgeordneter der Mapei in der Knesset. Von 1955 bis 1959 war Lamm Präsident des Israelischen Fußballverbandes. Zwischen 1956 und 1970 lehrte er Verfassungsgeschichte an der Universität Tel Aviv.
Lamm war ab 1953 Mitglied von B’nai B’rith und 1961 bis 1963 Präsident der israelischen Organisation.